# 7833 Нільстамм
7833 Нільстамм (7833 Nilstamm) — астероїд головного поясу, відкритий 19 березня 1993 року.
Тіссеранів параметр щодо Юпітера — 3,545.